# Лес Воллес
Лес Воллес (англ. Les Wallace; нар. 22 лютого 1962)  — шотландський професійний гравець в дартс, чемпіон світу (BDO) з дартсу 1997 року.

## Життєпис
Воллес вперше брав участь в чемпіонаті світу BDO в 1995 році. 